# Melozzo da Forlì
Melozzo da Forli egentlig Melozzo degli Ambrosi (1438 i Forli – 1494 sammesteds) var en italiensk maler af den umbriske skole.
Melozzo da Forli var elev af Piero della Francesca og under påvirkning af den nederlandske kunst gennem Justus van Gent i Urbino. Hans virksomhed falder i hans fødeby, i Rom (1461—72 og 1476—81), i Loreto (1478) og i Urbino (ca. 1473—75[76]). Melozzo optoges i det nylig stiftede Accademia di San Luca. Melozzos hovedværk: Freskerne i halvkuppelen i koret i Santi Apostoli i Rom (Himmelfarten, 1472) er efter korets ombygning (1711) kun bevaret os i fragmenter: i Quirinalpaladsets trappehus findes således Christus omsvævet af engle og i Stanza capitolare i sakristiet i Peterskirken en halv snes brudstykker med musicerende og syngende engle (hvis forkortninger af Giorgio Vasari beundredes som noget nyt) og flere apostelhoveder. Viser Melozzo i disse engle en højt udviklet sans for ædel, fribåren skønhed, giver han i freskobilledet: Sixtus IV overgiver Platina Biblioteket 1477—80 (galleriet i Vatikanet) beviser i lige grad på sin evne til prægnant karakteristik af de forskellige personer som på sin overlegne beherskelse af perspektivet; og dette sidste endnu i højere grad i Cap. del Tesoro(? hvad er dette ?) i domkirken i Loreto, hvor han i kuppelen, der er udstyret med rig ornamental udsmykning, har malet profeter og engle, sete i stærk forkortning. Af andre værker af Melozzo nævnes i Rom: i San Marco den hellige Marcus, i Santa Maria sopra Minerva: Christus som verdensdommer og i Palazzo Barberini portrætter af den for sin bedepult knælende hertug Federigo af Urbino med sin søn Guidlobaldo; endvidere i det nævnte kapel i Loreto: Christi indtog i Jerusalem. Uden for Italien findes fire malerier i olie (af nogle dog tilskrevet Justus fra Gent), som Melozzo oprindeligt malede sammen med tre andre, nu tabte, til udsmykning af et biblioteksværelse i paladset i Urbino; af disse er de to komne til museum i Berlin (Dialektik og Astronomi), medens de to andre (Retorik og Musik) findes i National Gallery i London. Flere af de Melozzo tillagte værker tilskrives nu eleven Mario Palmezzano.